# 30. pr. n. št.
30. pr. n. št. je sedmo desetletje v 1. stoletju pr. n. št. med letoma 39 pr. n. št. in 30 pr. n. št.. 
Dogodki in smeri
Pomembne osebnosti
- Kleopatra VII., egipčanska faraonka (70/69 - 30 pr. n. št., vladala 51 - 30 pr. n. št.).